# Jogo da laranjinha
O jogo da laranjinha é um desporto tradicional de origem portuguesa onde se lançam bolas maiores de madeira em direcção a uma mais pequena que tem o nome de "laranjinha".

## História
A sua origem perde-se no tempo, existindo no entanto registos que apontam para o facto de já ser conhecido nos séculos XV e XVI, em que era jogado apenas entre-muros palacianos. Nos séculos posteriores tornou-se um jogo popular, especialmente na primeira metade do século XX, onde teve grande implementação em Lisboa e arredores, sendo muitas vezes associado às tabernas e carvoarias, onde era massivamente jogado.

## O Jogo
A laranjinha é jogada num recinto rectangular aberto no chão, ladeado por tabelas de madeira, com topos (cabeceiras) de cortiça, e pavimento feito com uma mistura de areia e caliça. A meio das tabelas laterais são fixadas duas peças metálicas que dão pelo nome de "policia" ou "garrafinha". Para se jogar utiliza-se uma bola pequena, a "laranjinha", e seis bolas grandes de madeira maciça, sendo o objectivo acertar a "laranjinha" com as bolas grandes, acumulando um total de 31 pontos.
É um jogo de destreza e pontaria, exclusivamente masculino, sendo cada equipa, as "caixas", constituída geralmente por três jogadores, possuindo cada uma posições relativas no lançamento e uma bola de madeira.